# Тешкурены
Тешкурены (рум. Teşcureni, Тешкурень) — село в Унгенском районе Молдавии. Относится к сёлам, не образующим коммуну.

## География
Село расположено на высоте 104 метров над уровнем моря.

## Население
По данным переписи населения 2004 года, в селе Тешкурень проживает 1109 человек (538 мужчин, 571 женщина).
Этнический состав села:
| Национальность | Число жителей | Процентный состав |
| -------------- | ------------- | ----------------- |
| молдаване      | 1091          | 98.38             |
| украинцы       | 9             | 0.81              |
| румыны         | 5             | 0.45              |
| русские        | 4             | 0.36              |
| Всего          | 1109          | 100%              |